# Eugen Sehnalek
Eugen Sehnalek (* 17. März 1911 in Krems an der Donau; † 1944) war ein österreichischer Radrennfahrer.

## Sportliche Laufbahn
Bei den Olympischen Sommerspielen 1936 in Berlin wurde er im olympischen Straßenrennen beim Sieg von Robert Charpentier auf dem 16. Rang klassiert. Die österreichische Mannschaft belegte in der Mannschaftswertung den fünften Rang. 1936 gewann er die nationale Meisterschaft im Straßenrennen. 1935 wurde er Zweiter im Eintagesrennen Prag–Karlovy Vary–Prag.
Sehnalek fiel im Zweiten Weltkrieg.

## Anmerkung
Auf Olympedia wird er unter dem Namen Eugen Schnalek geführt.